# Cerro Chuymani
Cerro Chuymani är ett berg i Bolivia.   Det ligger i departementet Cochabamba, i den centrala delen av landet, 180 km nordväst om huvudstaden Sucre. Toppen på Cerro Chuymani är 3 691 meter över havet, eller 45 meter över den omgivande terrängen. Bredden vid basen är 0,46 km.
Terrängen runt Cerro Chuymani är bergig söderut, men norrut är den kuperad. Runt Cerro Chuymani är det ganska glesbefolkat, med 43 invånare per kvadratkilometer.. Närmaste större samhälle är Tacopaya, 11,4 km väster om Cerro Chuymani. 
Omgivningarna runt Cerro Chuymani är i huvudsak ett öppet busklandskap.